# 응구루가시쥐
응구루가시쥐(Acomys ngurui)는 쥐과에 속하는 설치류이다. 탄자니아 동부 아크산맥의 잠베지강 북부 지역의 토착종이다. 2011년 남아프리카가시쥐(A. spinosissimus)와 북부가시쥐(A. selousi)로부터 별도의 종으로 분리되었다.